# 五代町 (前橋市)
五代町（ごだいまち）は、群馬県前橋市の地名。郵便番号は371-0132。2013年現在の面積は1.8km2。

## 地理
赤城山の南麓で、東西を藤沢川とその支流の刻む輻射谷に挟まれた山麓台地上に位置する。

### 河川
- 藤沢川

## 歴史
江戸時代頃からある地名であり、前橋藩領だった。近年は北隣の小坂子町にかけて芳賀東部工業団地が造成された。その後五代工業団地も近隣に造成された。

### 年表
- 1889年4月1日 町村制施行により、五代村は勝沢村、小坂子村、端気村、鳥取村、小神明村、嶺村と合併し南勢多郡芳賀村が成立する。
- 1896年4月1日 郡統合（東群馬郡と南勢多郡の統合）により勢多郡に所属する。
- 1954年4月1日 周辺1町5村（元総社村、上川淵村、下川淵村、桂萱村、群馬郡東村、総社町）とともに芳賀村は前橋市へ編入する。そのため前橋市五代町となる。
- 1986年 一部を小坂子町、鳥取町に編入し、小坂子町、鳥取町の各一部を当町に編入する。
- 2012年12月22日 国道17号（上武道路）の群馬県道3号前橋大間々桐生線 - 群馬県道4号前橋赤城線 間の開通に伴い、当町に初めて国道が通る事となる。

### 地名の由来
昔当地方に住んでいた者が、赤城山へ薪取りに出掛けたまま行方不明となったが、5代を経たのち帰宅した。その人が住んでいた地であるため、五代という地名になったと伝承される。

## 世帯数と人口
2017年（平成29年）8月31日現在の世帯数と人口は以下の通りである。
| 町丁   | 世帯数  | 人口    |
| ------ | ------- | ------- |
| 五代町 | 423世帯 | 1,024人 |

## 小・中学校の学区
市立小・中学校に通う場合、学区は以下の通りとなる。
| 番地 | 小学校             | 中学校             |
| ---- | ------------------ | ------------------ |
| 全域 | 前橋市立芳賀小学校 | 前橋市立芳賀中学校 |

## 交通

### 鉄道
鉄道駅はない。

### 道路
国道は国道17号上武道路、県道は通っていない。

## 施設
- 五代工業団地
- 五代神社
- 五代南部中央公園
- ふたば幼稚園